# Антонович Дмитро Володимирович
Дмитро́ Володи́мирович Антоно́вич (псевдоніми Войнаровський, Муха, Шельменко, Подорожній; (2 [14] листопада 1877, Київ — 12 жовтня 1945, Прага) — український історик мистецтва й театру, політичний діяч; один із засновників Революційної української партії, редактор численних українських часописів; член Української Центральної Ради, член Всеросійських установчих Зборів, морський міністр, міністр мистецтва, голова дипломатичної місії в Римі (1919), один з організаторів, ректор Українського вільного університету у Відні та Празі; голова Українського історико-філологічного товариства у Празі. Один із засновників Музею визвольної боротьби України у Празі. Син Володимира Антоновича.

## Життєпис
Народився 2 [14] листопада 1877 року у Києві в родині українського історика Володимира Антоновича.
Навчався у 4-й київській гімназії, Київському (з 1895) і Харківському університетах. У 4-й київській гімназії прилучається до громадської роботи, вступивши 1893 року в український гурток, організований Іваном Руденком. Тоді почалася і артистична діяльність: протягом 1894—1896 Антонович керував аматорським театром у селі Сидорівка Канівського повіту.
29 січня [11 лютого] 1900 року Антонович разом з Михайлом Русовим, Левком Мацієвичем, Опанасом Андрієвським, Олександром Коваленком заснували у Харкові Революційну українську партію. У 1902—1903 роках редагував у Чернівцях газету «Гасло», а в 1905 році — у Харкові газету «Воля». Продовжує громадську роботу у видавничому гуртку (пізніше видавництво «Вік»), який очолював Олександр Лотоцький.

Дмитро Антонович

Із 1912 року Антонович викладав історію мистецтва у Київській мистецькій школі. Належав до Української соціал-демократичної робітничої партії. 1913 року Антонович з кількома товаришами засновує у Києві соціал-демократичний журнал «Дзвін», редактор перших трьох номерів. Під час Першої світової війни навколо Антоновича гуртується частина рупівців («пораженці» та «самостійники»), які не підтримували «оборонської» позиції одного з лідерів партії Симона Петлюри. Ця група підтримувала постійний зв'язок із Союзом визволення України, з центром у Відні. Із забороною українських видань Антонович змушений вступити на службу до Всеросійського союзу міст.
У 1917 році — один із засновників Української академії мистецтв.
Із березня 1917 року — активний член Української Центральної Ради, товариш голови УЦР Михайла Грушевського. В жовтні 1917 року Антонович за дорученням Генерального Секретаріату УЦР-УНР їздив до Одеси, Херсона, Миколаєва з метою з'ясувати питання про можливість українізації Чорноморського флоту. Після повернення до Києва був призначений генеральним секретарем. Був обраний членом Всеросійських установчих Зборів (Подільський округ. № 1 — українські есери, Спілка, українські соціал-демократи). Із 9 (22 січня) 1918 року — міністр морських справ УНР.
14 [27] січня 1918 року Мала Рада затвердила запропонований Антоновичем проект українського морського прапора, який розробила Українська морська рада. Прапор складався з двох смуг — угорі синя, внизу — жовта; на синій — золотий тризуб і хрест. У період Директорії УНР — міністр мистецтва в уряді Володимира Чехівського, голова дипломатичної місії Української Народної Республіки у Римі і Празі. Брав участь у громадсько-мистецькому житті України, був ініціатором заснування Державного драматичного театру (1918) і Державного народного театру (1918—1922).
У липні — жовтні 1918 року — генеральний консул Української Держави у Швеції.
У 1919—1920 роках — голова місії УНР в Королівстві Італія.
У 1921 році — один із засновників, а в 1928—1930, 1937—1938 роках — ректор Українського вільного університету у Відні і Празі. Директор Музею визвольної боротьби України у Празі.
У 1928–1930 і 1937–1938 роках — ректор УВУ, кілька разів був деканом філософічного факультету цього університету, викладав у ньому історію мистецтва. В 1925–45 роках — голова Українського історико-філологічного товариства і директор Музею визвольної боротьби України у Празі.
Був одружений з Катериною Антонович. Його дочка Марина Рудницька була мистецтвознавцем, активною діячкою української діаспори у Канаді. Сини Михайло та Марко були істориками.
Його зусиллями постала Студія пластичного мистецтва у Празі, тривалий час її очолював, будучи одночасно головою Українського товариства пластичного мистецтва. 1942 року в Лейпцигу вийшла одна з останніх значних праць — «Німецький вплив на українське мистецтво».
Війна скінчилася, у Празі стояли радянські війська; тоді «зачинилась найменша можливість проявлення громадського життя… саме слово „Україна“ стало небезпечним… настроєні… прихильно чехи радили… не витикатися з своїм українством, мовчати й називати себе руськими».
Помер у Празі. У заповіті просив проспівати над його труною улюблені українські пісні, однак чехи порекомендували не робити цього, «бо українські співи могли б викликати сумні або навіть і трагічні наслідки». Влаштувати жалобну «академію» виявилося також неможливим — «всі були залякані, більшість знайомих професора навіть на похорон не прийшла».
На вшанування професора українського університету, директора українського музею і голови історико-філологічного товариства в Празі Дмитра Антоновича на Меморіальному пам'ятному знаку, встановленому працівниками Української господарської академії на цвинтарі у місті Подєбради, встановлено окрему меморіальну таблицю.

## Праці
- Найновійші розсліди старої української архітектури і значіння їх для історії українського мистецтва. — Прага, 1931
- Українське мистецтво, 300 років українського театру, Т. Шевченко як маляр.
- Естетика виховання Т. Шевченка (1914).
- Українське мистецтво. Конспективний історичний нарис. — Прага; Берлін : Нова Україна, 1923. — 14 с.
- Триста років українського театру, 1619–1919 / Д. Антонович. — Прага : Український громадський видавничий фонд, 1925. — 272 с.
- Передхристиянська релігія українського народу
- Deutsche Einfluesse auf die Ukrainische Kunst, von Dmytro Antonowytsch. Mit 40 Bildtafeln. — Leipzig, Verlag von S.Hirzel. 1942. — 182 s.
- Українська культура: лекції за редакцією Дмитра Антоновича / упор. С. В. Ульяновська; вст. ст. І. М. Дзюби; перед. сл. М. Антоновича. — Київ : Либідь, 1993. — 592 с. — (Пам'ятки історичної думки України) — ISBN 5-325-00075-6.